# De Superjhemp retörns
De Superjhemp retörns is een Belgisch-Luxemburgse film uit 2018 gebaseerd op de Luxemburgse stripreeks De Superjhemp van Roger Leiner en Lucien Czuga.
Het is geen verfilming van een specifiek verhaal uit de stripreeks.

## Verhaal
Het fictieve land Luxusbuerg bereidt zich voor op de kroning van de jonge Hertog nadat zijn vader overleed in een skiongeval. Daar zijn echter problemen mee. Men gaat dan op zoek naar de superheld Superjhemp die echter al jaren vermist is. De inmiddels gepensioneerde superheld Superjhemp is in het dagelijkse leven een ambtenaar van middelbare leeftijd en moet ook de problemen met zijn vrouw en zoon oplossen.

## Rolverdeling
| Acteur            | Personage                            |
| ----------------- | ------------------------------------ |
| André Jung        | Charel Kuddel (Superjhemp)           |
| Désirée Nosbusch  | Félicie Kuddel-Fleck                 |
| Etienne Halsdorf  | Metty Kuddel                         |
| Jules Werner      | Brettel                              |
| Luc Feit          | inspecteur Schrobiltgen              |
| Fabienne Hollwege | Joffer Lamesch, Kuddels secretaresse |
| Jean-Paul Maes    | Erni Tendo, Kuddels buurman          |
| Jules Waringo     | Prënz Luc vun Heielei vu Kuckelei    |
| Henri Losch       | Hofmarschall                         |
| Julie Kieffer     | Tanja Trajet                         |
| Tommy Schlesser   | Tom Jitée                            |
| Adèle Wester      | Jill                                 |

## Achtergrond
Een van de oprichters van Samsa film, Claude Waringo, had het idee voor deze film al wat langer in zijn hoofd. Enkele jaren geleden verscheen er een korte film van Félix Koch op een filmfestival in Luxemburg. Bij die gelegenheid ontmoetten Waringo en Koch elkaar waarna Waringo voorstelde om samen een film over de strip De Superjhemp te maken. De scenarist van de strip Lucien Czuga gaf aan dat de toenmalig overleden tekenaar Roger Leiner wilde dat de rol van Superjhemp gespeeld werd door André Jung. Jung ging akkoord, maar het vereiste wel wat aanpassingen in het verhaal. Jung was namelijk al eind de 50 jaar terwijl het personage in de strips veel jonger is. Dus werd het verhaal aangepast naar een superheld die al jaren gestopt is.
De meeste special effects werden gedaan door NAKOfx. In september 2018 verscheen de trailer voor deze film. De film verscheen op 24 oktober 2018.
In december 2018 passeerde het bezoekersaantal de kaap van 50.000. Hiermee is het de Luxemburgse film met het hoogste bezoekersaantal ooit. De vorige recordhouder was de film Congé fir e Mord uit 1983 met 42.619 bezoekers. Nadien verscheen er ook een boek genaamd De Superjhemp Retörns – De Making Öf vum Film. Het boek bevat een ontstaansgeschiedenis van de film geschreven door stripauteur Czuga en interviews met regisseur Koch en producent Waringo.